# Confine tra Algeria e Libia
Il confine tra l'Algeria e la Libia è la linea di demarcazione che separa i due stati. Ha una lunghezza di 982 km.
Il confine separa l'Algeria orientale (provincia di Illizi e Tamanrasset) dalla Libia occidentale (distretto di Ghat, Gadames e Wadi al-Shatii) nel Nord Africa.

## Geografia
Il confine inizia a nord all'altezza del 30º parallelo nord, sulla triplice frontiera Algeria-Libia-Tunisia, nelle vicinanze di Gadames, e si dirige a sud verso una seconda triplice frontiera Algeria-Libia-Niger, verso l'altezza del Tropico del Cancro. 

## Storia

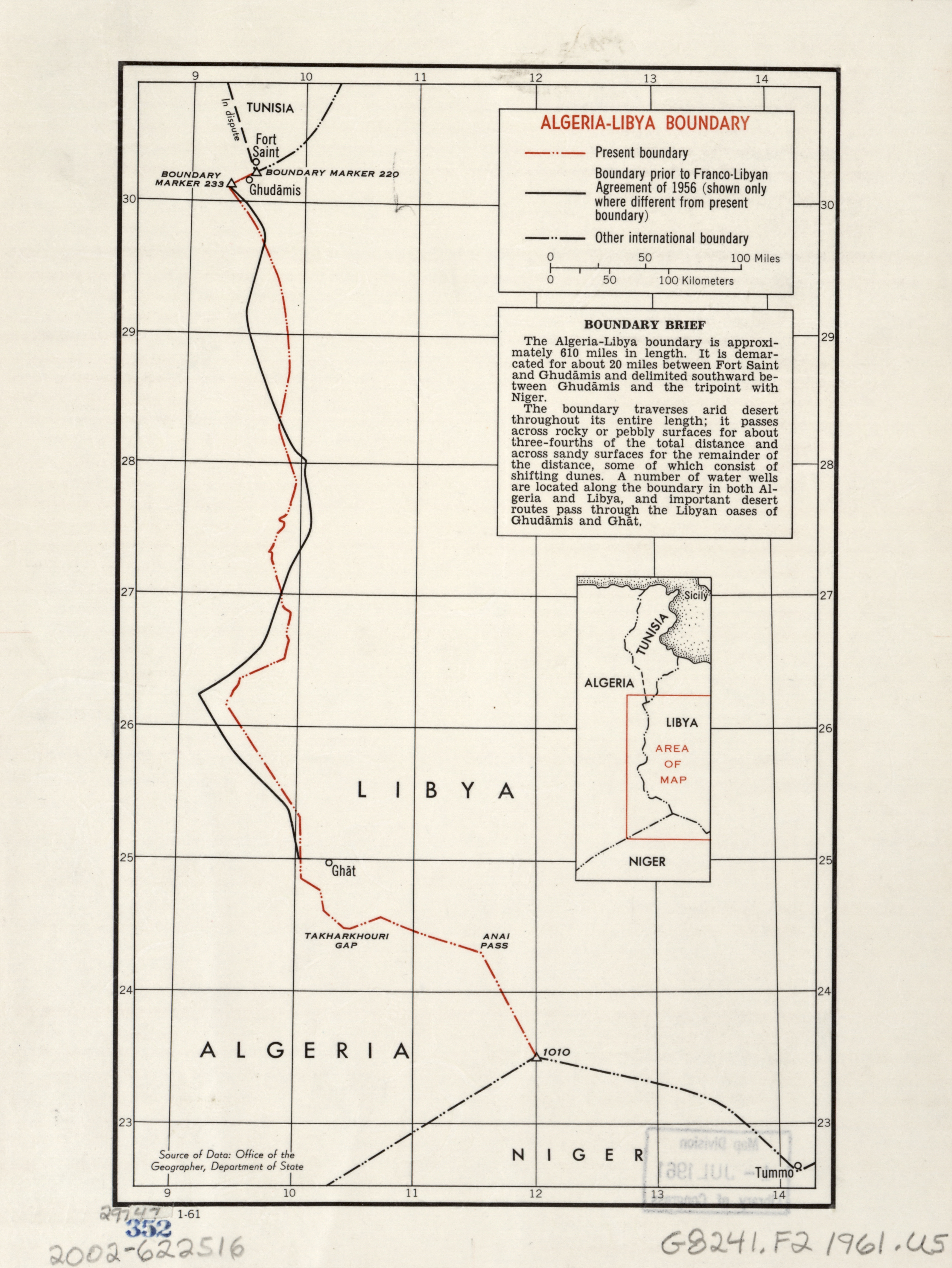
Mappa del confine.

Questo confine è stato definito all'inizio del XX secolo. La Francia occupava gran parte delle zone costiere settentrionali dell'Algeria fin dal periodo 1830-47, che prima di allora erano state soggette al controllo nominale dell'Impero ottomano. Per la maggior parte del XIX secolo la regione costiera della Libia moderna (organizzata come Vilayet di Tripolitania) faceva parte dell'Impero ottomano, sebbene con un ampio grado di autonomia de facto. Nel 1911 il Regno d'Italia conquistò la Tripolitania dall'Impero ottomano, e l'anno successivo fu firmato il Trattato di Ouchy con il quale gli ottomani cedettero formalmente la sovranità dell'area all'Italia. Gli italiani organizzarono le regioni appena conquistate nelle colonie della Cirenaica italiana e della Tripolitania italiana e iniziarono gradualmente a spingersi più a sud; nel 1934 unirono i due territori come Libia italiana.
La Francia e l'Italia firmarono un trattato il 12 settembre 1919 che delimitava un confine tra l'Algeria e la Libia. Durante la campagna nordafricana della seconda guerra mondiale l'Italia fu sconfitta e le sue colonie africane furono occupate dalle potenze alleate, con la Libia divisa in zone di occupazione britannica e francese. La Libia ottenne in seguito la piena indipendenza il 2 dicembre 1951. La Francia, che era stata a lungo insoddisfatta degli aspetti del confine, firmò un trattato con la Libia nel 1955-6 che alterò parte del confine tra Ghadames e Ghat, consentendo così un'amministrazione più efficace. Dopo la guerra l'Algeria ottenne l'indipendenza nel 1962 e il confine divenne tra due stati pienamente sovrani.
Le relazioni dall'indipendenza sono state in gran parte cordiali, sebbene il confine rimanga generalmente insicuro a causa dell'impatto del terrorismo e delle ricadute della guerra civile libica.

## Insediamenti vicini al confine

### Algeria
- Debdeb
- In Aménas
- Edjeleh
- Zarzaitine

### Libia
- Ghadames
- Al Birkah
- Ghat